# Двадцатилетняя анархия
Двадцатилетняя анархия — один из крупнейших политических кризисов в Византийской империи, в ходе которого была уничтожена Ираклийская династия, правившая с 610 года, и к власти пришла Исаврийская династия, которая будет править до 802 года. Сопровождался вмешательством во внутриполитическую борьбу молодых иностранных государств, появившихся во время правления Ираклийской династии, по итогам Византийско-Иранской войны (602—628), которую Лев Гумилёв назвал «Мировой войной VII века». В ней главным союзником Византии был Западно-тюркский каганат, затем распавшийся в 658 году на Болгарию и Хазарский каганат, которые поддержали возврат к власти Юстиниана II в 705 году и Филлипика Вардана в 711 году. Созданный в 661 году Омейядский халифат, значительная часть которого состояла из бывших византийских и иранских территорий, поддержал приход к власти Льва III Исавра в 717 году.

Bизантийская империя в 650 году перед Двадцатилетней Анархией

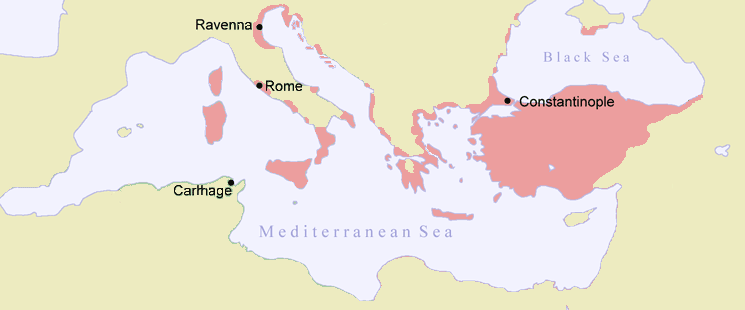
Византийская империя после Двадцатилетней Анархии в 717 году

Рост Арабского Халифата
Расширение халифата во время правления Мухаммеда, 622-632
Расширение халифата во время правления первых четырёх халифов, 632-661
Расширение халифата во время правления династии Омейядов и Двадцатилетней Анархии, 661-750

## Предыстория. Распри внутри Ираклийской династии

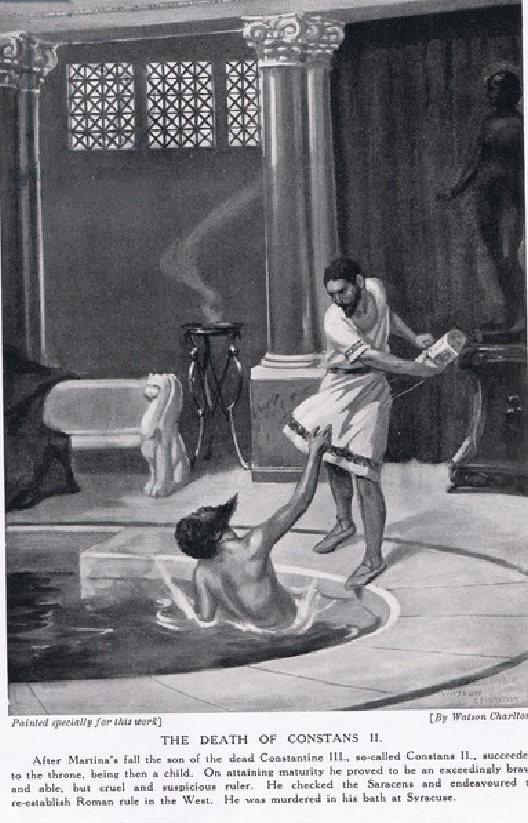
Сентябрь 668 года. Император Констант II падает в бассейн после удара по голове наемным убийцей в банном комплексе в Сиракузах, которые он решил сделать столицей вместо Константинополя, чтобы отбить обратно Италию у лангобардов, чем восстановил против себя элиты Константинополя

Первый император Ираклийской династии Ираклий I после смерти своей первой жены Евдокии женится на своей племяннице Мартине. Однако такой брак считался инцестом по кодексу Феодосия. Несмотря на неодобрение такого брака церковью и народом, патриарх Сергий I лично обвенчал их и короновал Мартину как августу. Этот брак как греховный осуждал даже брат Ираклия Феодор. Ираклий I умер 11 февраля 641 года от отёка. Было два наследника: 29-летний Константин III от первого брака и 15-летний Ираклий II от второго брака.
Через три дня на церемонии в Константинопольском ипподроме перед сенатом и народом Мартина явилась чтобы зачитать волю супруга. Однако братья на церемонии отсутствовали. Мартина зачитывала волю Ираклия, но народ был против и выкрикивал имена братьев-наследников, в результате непопулярной в народе Мартине пришлось уступить и оба брата были провозглашены императорами, Константину III было 28 лет, а Ираклию — 15 лет, что делало Константина III реальным правителем империи. Вскоре Константин III умер 25 мая 641 года от туберкулёза и Ираклий II становится единоличным императором под регентством матери Мартины с мая по сентябрь/октябрь 641. Мартина потеряла расположение сената и армии из-за нехватки средств для противостояния арабам, а также потеряла расположение народа из-за слухов что она отравила Константина III. В августе 641 года командующий византийской армией Валентин вынудил Мартину сделать сына умершего Константина III — 11 летнего Константа II соправителем.
Сразу же после смерти Ираклия I, скончавшегося 11 февраля 641 года, его вдова была вынуждена бежать. Константин стал единодержавным монархом, но его болезненность увеличивалась с каждым днем; он умер 25 мая 641 года. Его смерть была приписана Мартине.
В империи произошёл переворот, и власть была передана Константу II, несовершеннолетнему сыну Константина III. Находясь в безвыходном положении, Мартина назначила Валентина комитом экскувиторов и возвеличила Константа II до титула соимператора, однако также возвеличила и двух других своих сыновей — Мартина и Давида Тиберия. Тогда войска Валентина вошли в Константинополь с свергли власть Мартины и Ираклия II. Его братья Мартин и Давид Тиберий были убиты. Валентин разрезал язык Мартине и отсек нос Ираклию II и его братьям. По решению сената, они вместе с матерью были отправлены в ссылку на остров Родос, где Ираклий II вскоре скончался.
При императоре Константе II Византия полностью потеряла контроль над Египтом в 642 году. Византийский флот под командованием адмирала Мануила ненадолго захватил Александрию в 645 году, которая была отвоевана арабами в 646 году. Тем временем арабы неустанно продвигались на византийские территории — к 647 году захватили Армению и Каппадокию, а впоследствии провели первую морскую экспедицию на Крит в 654 году. В следующем году в ходе морского сражения, известного как «Битва мачт», новому византийскому императору едва удалось спастись бегством, пирчём он был настолько напуган, что не вернулся в Константинополь, а уплыл в Сиракузы на Сицилии, где был позднее убит в попытке перенести столицу империи в эти края.
Между Константинопольским патриархатом и Святым престолом в Риме разгорелся конфликт из-за монофелитства, которое ранее ввел Ираклий I, чтобы примирить конфликтующие христианские церкви между собой. В 646 году — Григорий — родственник Константа II (сын двоюродного брата Ираклия I Никиты) поднял восстание против поддержки Константом II монофелитства и провозгласил себя императором Африки, однако был убит в том же году арабами, которые благодаря этому конфликту внутри Ираклийской династии, получили возможность захватить Византийскую Триполитанию. Григория решительно поддержал папа римский Теодор I, который во множестве писем убеждал Константа II отказаться от монофелитства и даже отлучил за это от церкви константинопольского патриарха Пирра, а затем назначенного вместо него Константом II патриарха Павла. После смерти папы Теодора I в 649 году, Констант II попытался арестовать его преемника — папу Мартина I, который также отрицал монофелитство. Однако византийский наместник Олимпий вступил в союз с папой и объявил себя византийским императором и управлял Италией независимо от Византии 2 года, пока не погиб в сражении с сарацинами в Сицилии. Поручение Константа смог выполнить только экзарх Феодор I Каллиопа. 15 июля 653 года он вошел с войсками в Рим и арестовал Мартина I, который был доставлен в Константинополь, где его раздетого и в цепях выволокли на Константинопольский Ипподром, избили в перерыве между забегами, а затем сослали в Херсонес, где впоследствии заморили голодом.
В 660 году Констант II убил своего младшего брата Феодосия, которого он до этого вынудил стать священником, опасаясь что тот свергнет его с престола. Его популярность значительно упала до такой степени, что люди стали называть его «Каин». Из-за страха расправы над ним жителями Константинополя, перенёс свою резиденцию в Сиракузы на Сицилии.
В 663 году, в ходе Италийского похода Констант II пытался отвоевать Италию у лангобардов, однако понёс тяжёлое поражение, потеряв в битве с королём лангобардов Гримоальдом 20 000 человек. Он был первым императором посетившим Рим более чем за 200 лет. Во время официальной речи он произнес речь со словами «Столица Рим — это мать, которая сейчас более достойна моей заботы, чем её дочь — столица Константинополь».
Констант II затем обосновался в столице Сицилии Сиракузах, которая стала новым имперским центром (двигаясь в русле некоторых прошлых — и никогда не реализованных — проектов Ираклия I, направленных на то, чтобы сделать Карфаген новым имперским центром) с целью организации широкомасштабных антимусульманских военных действий, направленных на восстановление контроля над Средиземноморьем . Связь с Карфагеном была важна ещё и потому, что отец Ираклия — Ираклий Старший — был Экзархом Африки, византийской провинции где проживало много сторонников Ираклийской династии, а из Карфагена можно было по сухопутным караванным путям выйти на берег Индийского океана, обойдя Египет и Красное море, которое подверглось завоеванию сперва персами, а затем арабами. Также в 628 году, в честь победы на царем Персии Хосровом и освобождения Иерусалима с обретением реликвий Истинного Креста, Ираклий дал свое имя городу Мелидиссе в Венецианской лагуне, назвав город Ираклеей, которая впоследствии станет первой столицей Венецианской республики. Он организовал там строительство новых зданий и обширную реконструкцию порта, с целью создания военного плацдарма для отвоевания Италии у лангобардов и дополнительной базы флота, способной поддерживать бесперебойное снабжение Константинополя и обеспечить морскую защиту Италии, Сицилии и Карфагена с Севера, необходимость в которой, стала очевидной после осады персидской армией Константинополя в 626 году.
15 сентября 668 года в Сиракузах Констант II был убит в бане, ударом лохани по голове. После этого заговорщики объявили новым императором Мизизия. Однако оставшийся в Константинополе его сын Константин IV организовал военную экспедицию, которая отомстила за смерть своего отца, убив узурпатора Мизизия в 669 году, и сменив отца на престоле, вернул столицу обратно в Константинополь.
Константин IV стал старшим императором и после тринадцатилетнего совместного правления с Тиберием и Ираклием он попытался отстранить своих братьев от власти, но это вызвало военное восстание в феме Анатолик. Армия направилась в Хризополис и направила делегацию через пролив Геллеспонта в Константинополь, требуя, чтобы два брата оставались соправителями вместе с Константином IV. Константин сначала пошел на все уступки, однако позже неожиданно выступил против лидеров восстания, захватил их и повесил, а своим братьям Тиберию и Ираклию отрезал носы в 681 году и стал готовить в преемники своего сына Юстиниана II.

## Юстиниан II — первые 10 лет правления и первое свержение (685—695)

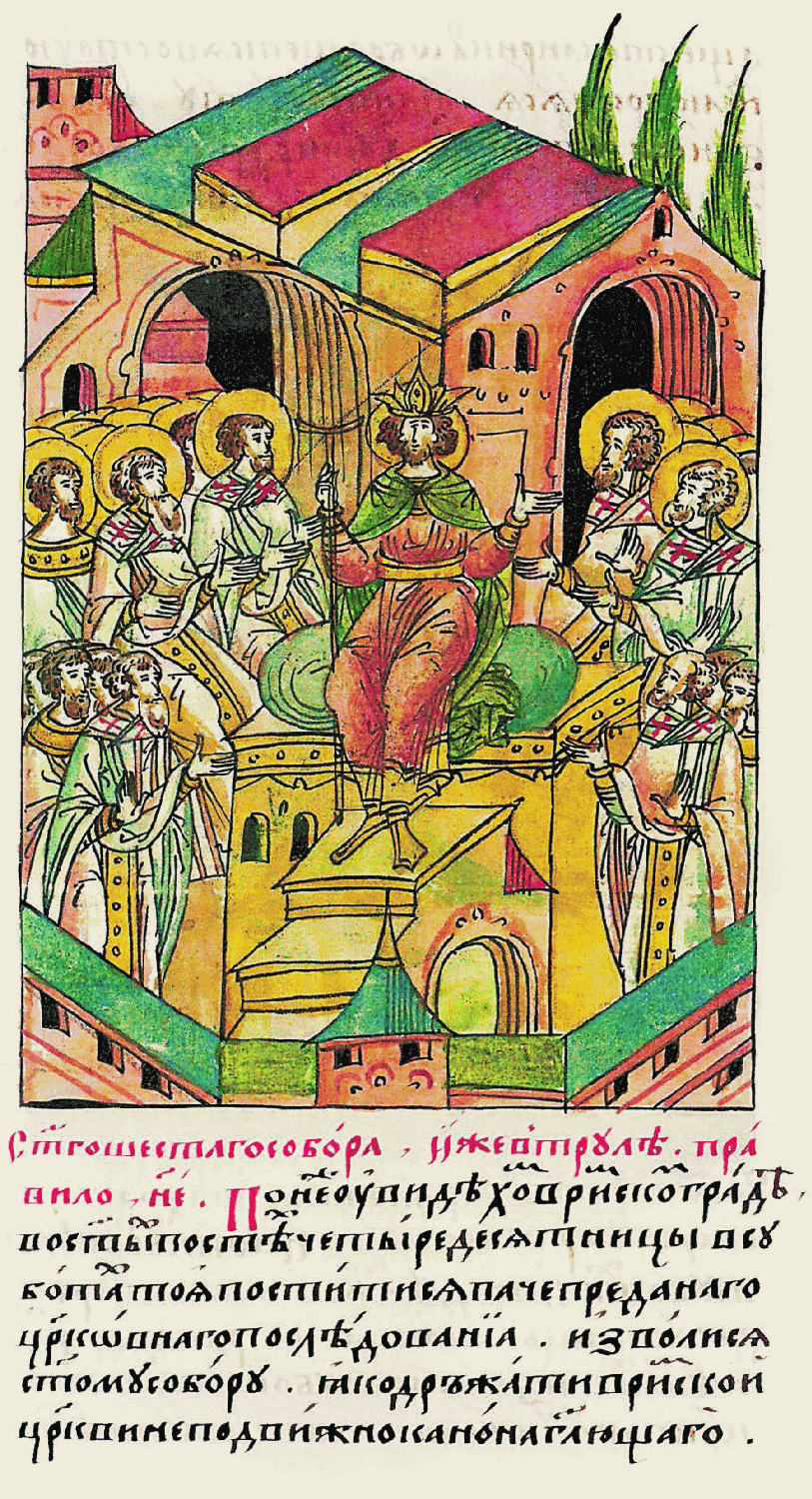
692 год — Юстиниан II председательствует на Трулльском церковном соборе в Константинополе, который осудил политику безбрачия священников, проводимую римскими папами на территории Италии и официально запретил монофелитство, которое в 711 году снова возродит император Филлипик Вардан и что станет одной из причин казни им Юстиниана II

Юстиниан II унаследовал власть в 16 лет, после внезапной болезни и смерти от дизентерии своего 33-летнего отца — Константина IV. Он провел церковную реформу, вел многочисленные боевые действия, что привело к резкому увеличению налогов на крестьян, одновременно он попытался ограничить права крупных землевладельцев.
Сразу же в начале своего правления Юстиниан вмешался в выборы папы римского, за место которого шла борьба между духовенством и гражданским ополчением, которое выдвинуло своего кандидата Теодора, утвердив компромиссного кандидата Конона. Через год Юстиниан II снова вмешался в выборы папы, когда папа Конон внезапно умер в конце сентября 687 года, Теодор снова заявил свои претензии на папский престол; но в то же время архидиакон Пасхалий предложил экзарху Равенны Иоанну 100 фунтов золота, если тот поможет ему занять папский престол. Оба папы старались добраться до Латеранского как можно быстрее. Теодор выиграл эту гонку и занял со своим отрядом внутренние комнаты, а Пасхалий с охраной — внешние. Экзарх Иоанн, отправил подробный отчет Юстиниану II и получил приказ немедленно приехать в Рим с византийским войском и предложить компромиссную кандидатуру кардинала Сергия, который не был итальянцем, а был родом из сирийской Антиохии. После того как Сергий был избран, его сторонники и сторонники других пап, по соглашению с византийскими властями получили приказ выплатить 100 фунтов золота, за право получить должности в аппарате нового папы.
С самого начала своего понтификата папа Сергий I выступил против требования императора Юстиниана II подписать 102 положения Трульского собора, созванного им в 692 году в Константинополе без одобрения папы и без приглашения епископов Запада. Папа Сергий I отказался их подписывать, заявив об опасности для церковных институтов таких норм, как отмена безбрачия для духовенства и приписывание Константинопольской церкви тех же прерогатив, что и Римской. В ответ Юстиниан II отправил в Рим вооруженную делегацию во главе с протоспафарием Захарией, чтобы силой получить подпись папы, а в случае отказа, арестовать и выслать Сергия Константинополь, как это ранее сделал Констант II с папой Мартином I. Однако ополчение Рима и быстро пришедшие на подмогу по византийскому коридору жители Равенны, Пентаполиса и Венеции, вмешались, чтобы защитить папу Сергия I. Захария со своим отрядом был вынужден укрыться в Латеранском дворце. Сергий вышел к восставшим и уговорил их выпустить Захарию и византийских солдат из Рима.
Папа Сергий развил бурную миссионерскую деятельность. По просьбе короля франков Пиппина II, он назначил в 695 году английского монаха Виллиброрда епископом фризов во время войны между христианским Пипином II и языческим королём фризов Радбодом, в ходе которой Пипину II удалось захватить фризский город Дорестад.
Фризское государство являлось союзником Византии и было образовано при поддержке Ираклийской династии, целью которой было недопущение выхода Аварского государства к Балтийскому и Чёрному морям. В ходе Византийско-Иранской войны (602—628), армия Аварского государства была союзником Ирана и осадила Константинополь, используя небольшие переносные лодки моноксилы для переправ, что давало ей преимущество перед конницей в речной и пересеченной местности, и делало недосягаемой для византийского флота на мелководье.
Стало очевидно, что для ведения боевых действий для удержания торговых путей в степной и около-горной зоне — идеальной оказалась мобильная хазарская конница. А для охраны торговых путей, идущих от Чёрного и Каспийского морей к Балтийскому морю по рекам, во влажной и болотистой лесной зоне с резкими дневными и сезонными колебаниями температуры — необходима пехота на небольших лодках, имеющая инструменты для строительства деревянных укреплений, с небольшими отрядами кавалерии и породами лошадей, приученных для действий на влажных топких почвах и перемещения срубленных деревьев при строительстве частоколов и волочения нагруженных лодок.
Руководство Фризии состояло из двух основных элит — фризов, которые обеспечивали складские и торговые операции, содержание торговой инфраструктуры и строительство кораблей река-море, и шведов, конунг которых Ивар создал систему воинского призыва, и которые на тот момент начальствовали над датчанами и скандинавскими племенами, и вместе с ними дававшими людские ресурсы, которые обеспечивали военную силу. В период правления Ираклийской династтии шведы избрали своей резиденцией полуостров Сконе, где находился их административный центр в городе Уппокра. Со Сконе можно было быстро попасть в Данию, через пролив Эресунн, через который шли основные транзитные морские торговые пути Балтийского моря в сторону Средиземного моря и Финского залива, и за проход по которому шведы взимали пошлины, идущие на строительство дорог и мостов в сильно пересеченной местности Скандинавии и вдоль торговых путей, идущих в сторону Хазарского каганата.
Фризское государство имело центр в дельте реки Рейн, базирующееся на цепочке крепостей и каналов, построенных по приказу императора Нерона в 47 году армией Корбулона и контролировало морские и речные торговые пути бассейна Балтийского моря и Скандинавии, а её восточная часть Гардарика, находившаяся на территории современной России, граничила на юге-востоке с Хазарским каганатом, обеспечивая речную доставку грузов с Шелкового пути до портов Балтийского моря. Однако фризы неохотно рассматривали вопрос о принятии христианства из-за того, что на их торговых путях проживало много язычников, а территориальное подчинение новой епархии Риму, могло повлиять на отношения с Константинополем, который был ближе к Хазарскому каганату — основному торговому партнеру фризов. Тогда франки начали династическое соперничество заключив в 711 году брак между Гримоальдом Младшим, старшим сыном Пипина II, и Теодезиндой, дочерью Радбода, что дало им возможность участвовать в балтийской морской торговле.
На фоне усиливавшегося Омейядского халифата негибкая церковная политика и бескомпромиссный стиль Юстиниана II, нарушали интересы многих групп и государств и встретили значительное противодействие в самом Константинополе, в конечном итоге спровоцировав восстание во главе с Леонтием (695—698) в 695 году, в результате которого на Константинопольском ипподроме Юстиниану был публично отрезан нос и разрезан пополам язык. Его министры Теодор и Стефан, которые были во главе бюрократии, вызывавшей ненависть населения из-за постоянного увеличения налогов, были привязаны к конному экипажу, который протащил их по улице Меса до Воловьего рынка, где в они были помещены в полую медно-бронзовую статую быка, в которой они были сожжены заживо. Искалеченный Юстиниан был отправлен в ссылку в Херсонес.

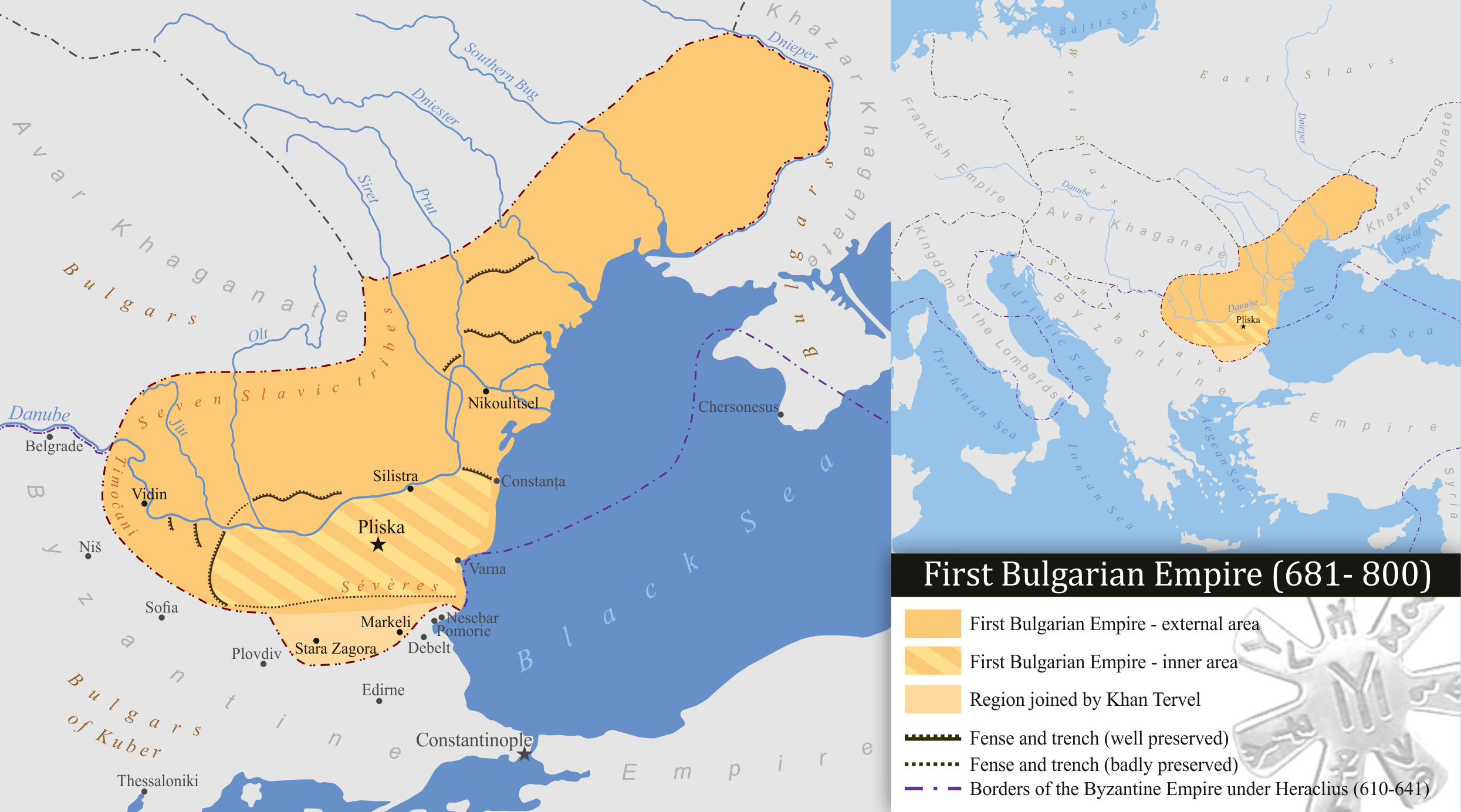
Карта Болгарского царства

## Монетный кризис 692 года
Юстиниан II в 689 году переподписал договор его отца 685 года, по которому Византийская империя и Омейядский халифат создали кондоминиум над Кипром, Арменией и Кавказской Иберией, доходы от которых должны были быть разделены между двумя государствами.
При завоевании Египта в 639 году, византийские золотые рудники в египетском городе Бир Умм Фавахир попали в руки арабов. Некоторое время на территориях в совместном управлении — таких как Кипр, стали ходить как напечатанные с Византийской символикой солиды, так и арабские динары. В 689 году возник спор об обменном курсе из-за того, что золото со временем истиралось и фактически большая часть византийских монет была весом меньше, чем только отлитых с монетных дворов. При крупных платежах разница между количеством и весом монет могла доходить до 20 %. Суммарно, истертых византийских монет было в обращение намного больше, чем арабских, которые согласно договору должны были отливать монеты по весу одинаково с византийскими. Арабы потребовали зафиксировать уменьшенный вес монет в договоре и печатать все монеты с уменьшенным весом, на что Юстиниан II ответил решительным отказом, так как ничего не хотел менять в налогообложении, сославшись на невозможность пожертвовать престижем Византийской империи и сложностью при поднятии и так высоких налогов наложенных на его поданных.
Феофан исповедник сообщает, что основным пунктом, спровоцировавшим конфликт на переговорах, стала двойная система учёта практикуемая чиновниками финансового ведомства Юстиниана II. Деньги чиновниками принимались на фактический вес, после чего выдавались подданным в номинальных единицах, а разница оседала в пользу византийских бюрократов и Юстиниана II, в полном соответствии с экономическим законом Гришама, что при золото-монетном обращении лучшего качества деньги властные элиты припрятывают для себя, а худшими деньгами оплачивают работу подданных.
Договор 689 года оказался крайне невыгодным для арабов, однако они пошли на уступки Юстиниану II из-за того, что Византия согласилась переселить на свою материковую территорию мардоитов — потомков персидских иммигрантов и беженцев от Византийско-Иранской войны, создававших политические трудности обеим сторонам из-за своих плотных связей с Ираном.
В 692 году Абд Эль Малик оплатил указанную в договоре ежегодную дань монетами, отлитыми на монетном дворе в Дамаске. Стандартом международной валюты на тот момент являлся византийский солид образца 638 года, утвержденный лично Ираклием I, на котором он был изображен вместе со своими сыновьями: Констинтином III и Ираклием II. За три года до смерти Ираклия I было выпущено большое количество этих монет и они впоследствии обращались в мировой торговле в течение последующих 80 лет. Монеты Абд Эль Малика, которые признавала Византия, отличались тем, что на аверсе стояли три фигуры Ираклия и сыновей, лишенные христианской символики, а на реверсе вместо креста был изображен посох с перекладиной на оборотной стороне. На обоих вариантах сохранялась надпись «CONOB», в которой первые буквы «CON» обозначали Константинопольский монетный двор, а буквы «ОВ» слово «Obryzum», что означает очищенное золото, и одновременно является греческой цифрой 72. Таким образом, монета «CONOB» обозначала «Константинополь, 1/72 фунта чистого золота»(4,5 грамм). Теперь, вместо «CONOB» на новых дамасских монетах 692 года была добавлена надпись-шахада на арабском языке: «Во имя Бога, нет Бога, кроме Бога, Мухаммед — Его посланник». Послы объяснили Юстиниану, что Абд Эль Малик вынужден это сделать, из-за того, что Омейядский Халифат постоянно сталкивается с религиозными и политическими трудностями из-за старой символики на своих сильно увеличившихся территориях и введением на них арабского языка как официального, а также хочет усилить контроль над соотношением новых и старых монет в обороте, чтобы избежать инфляции и ценовых колебаний. (Арабские инженеры добились максимального приближения кольцевой надписи к ребру монеты, что защищало края от обрезки, более ровного плоского поля монеты, а слитный шрифт на монете, стало намного тяжелее подделать, чем греческий или латинский). Однако оставляя на монетах фигуры византийских императоров, Абд Эль Малик хочет продемонстрировать, что несмотря на это, признает династию Ираклия и его основателя Ираклия I, и заложенный им миропорядок, а также международные договоренности, достигнутые с его наследниками. Фигура Ираклия I на монетах, на тот момент не вызывала споров в арабском мире из-за того, что в Хадисах Ираклий был описан не только как византийский император, но и как человек, симпатизировавший Исламу. Однако, к моменту переговоров, Халифат прошел через вторую Фитну — гражданскую войну в Омейядском Халифате, движущей силой которой, стали молодые люди, не знавшие кроме арабского других языков, и выступавшие против многочисленных наследственных династий персидских и византийских чиновников, которые занимая важнейшие места в государственном аппарате, имели плотные связи с Византией и Ираном, и предпочитали вести дела на своих языках. (Эта компромиссная политика к греческому и иранскому чиновничеству станет основной причиной Абассидской революции). Также, во время второй Фитны, в нескольких восставших городах Омейядского халифата, были отчеканены несколько выпусков монет полностью на арабском, которые стали очень популярными, и победившее в гражданской войне правительство Абд Эль Малика, должно было с этим фактом считаться.
Религиозные надписи на арабском языке, уже давно были на арабских монетах, например на серебряном дирхаме Абд Эль-Малика, отчеканенном в 685 году имелась большая надпись на арабском «Басмала (во имя Аллаха) и Мухаммед посланник Аллаха». Эта монета предназначалась для оборота на персидских территориях и восточной части Шелкового пути, где караванная торговля растягивала денежный оборот на многие годы, поэтому на ней был сохранен узнаваемый как в Китае так и в Средиземноморье бюст, убитого византийским императором Ираклием I иранского царя Хосрова II.
Юстиниан II наотрез отказался принять такие монеты и потребовал оплаты дани в солидах старого образца. Отказ от дани нарушал договор 689 года , и после безрезультатных переговоров, привел к вооруженному конфликту выразившимся в битве при Себастолосе, закончившемуся поражением византийцев и резкому обесцениванию обменного курса византийской валюты, вызвавшему недовольство всех слоев Византийской империи против Юстининана II и его окружения.

## Леонтий (695—698)

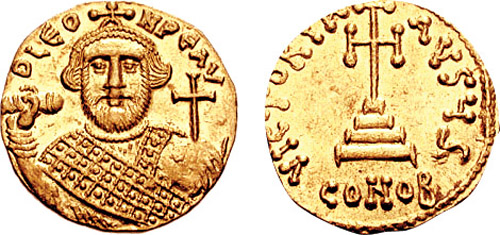
Портрет Леонтия на золотом солиде выпуска 697 года

Леонтий был полководцем, сделавшим карьеру при Юстиниане II. В 692 году Юстиниан II отправил его во главе византийского войска против арабов. Леонтий проиграл битву при Себастополисе и был заключен в тюрьму Юстинианом за провал. Однако после расследования, он был освобожден в 695 году и получил звание стратега фемы Эллады в Южной Греции. После освобождения он возглавил восстание против Юстиниана и захватив власть, став императором.

## Чума в Константинополе 698 года
В 698 году произошла вспышка бубонной чумы в Константинополе, Сирии и Месопотамии. Феофан Исповедник сообщает, что чума продлилась четыре месяца и описывает большое количество умерших в Констатинополе. Император Леонтий разрушает рынок, где продаются животные в константинопольском грузовом порту Неорион, который считается источником заражённых животных, привезённых из Сирии. Арабское войско вынуждено приостановить свои военные операции. Согласно сирийским источникам чума в Сирии продлилась ещё два года.

## Тиверий III (698—705)

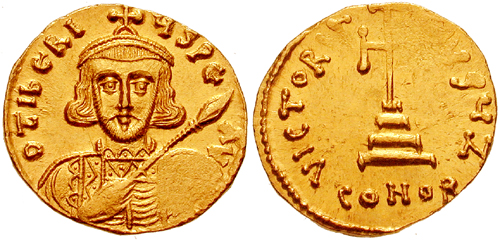
Портрет Тиберия III на золотом солиде выпуска 700 года

Тиберий Апсимар был командующим византийского флота, который был послан императором Леонтием для освобождения Карфагена от арабов. Тиберий проиграл Битву при Карфагене из-за численного превосходства арабской армии. Король франков Пипин II, король вестготов Витица и королева берберов Кахина отправили на защиту Карфагена свои войска, понимая что взяв Карфаген, арабская армия начнет завоевание их стран. Отказавшись сражаться и бросив своих союзников в Карфагене, Тиберий обвинив Леонтия в плохом снабжении войска, вместе со всем византийским флотом поднял мятеж и отплыл обратно в Константинополь, сверг императора Леонтия, отрезал ему нос перед скачками на переполненном толпой ипподроме и провозгласил себя императором. Сразу же после падения Карфагена и бегства византийского флота, правительница берберского государства Кахина объявила мобилизацию и берберское войско сумело отбить Карфаген у арабов обратно. Но без поддержки с моря, которая так и не пришла из Константинополя, город продержался только два года, а затем был снова захвачен арабской армией. После повторного взятия Карфагена, арабы решили захватить остров Пантеллерия, рядом с Сицилией, чтобы окончательно исключить любую возможность отбить Карфаген с моря в будущем. Захватив власть, Тиберий назначил командующим своего брата Ираклия стратегом фемы Анатолик и поставил его во главе войска, которое прошло через горный хребет Тавр и вторглось на север Сирии, где разгромило арабскую армию у Самосаты, пошатнув позиции Омейадского халифата востоке. Это стало возможным из-за того, что в 701 году произошла Хазарско-Болгарская война, которая снизила опасность нападения болгар на Константинополь и дала Тиберию возможность перебросить больше войск с балканского полуострова. Война произошла за контроль над междуречьем Дуная и Днестра, где находилась плоская Буджакская степь, идеальная для быстрой переброски хазарской конницы к устью Дуная, и которая стала по мирному соглашению демилитаризованной зоной между двумя государствами. Из-за давления арабов на Кавказе, сильно возрос грузопоток, идущий северным обходом Константинополя. По Днестру груз мог без болгарских посредников попадать через Карпаты и реку Вислу к портам Балтийского моря, а через Дунай, уже с болгарскими перевозчиками, попадать в фему Венеция и побережье Адриатического моря. Болгары получили контроль над одним из самых важных горных сужений реки Дунай — Железными воротами, которые перекрывали речной выход в Чёрное море из нескольких важных рек Аварского государства — давнего противника Византии и союзника Ирана в Византийско-Иранской войне (602—628). С этого момента Аваркский каганат начал испытывать серьёзные экономические трудности, приведшие в 741 году к тяжелому поражению аварской армии от франков и их союзников карантанов. Хазарский каганат имел необходимые ресурсы чтобы поддерживать безопасность судоходства в этих местах, а также регулярно проводить чистку устьев рек от деревьев и кустарников, после ежегодных наводнений. В ходе этой войны был убит болгарский хан Аспарух. Новым ханом Болгарии стал хан Тервел, при котором войн между Болгарией и Хазарией больше не происходило.

Воспользовавшись политической нестабильностью в Константинополе при Тиверии III, арабы в 701 году окончательно завоевали Армению (выделено зелёным), создав из неё провинцию Армянский эмират и дошли до границ Хазарского каганата. Константинополь оказался отрезанным от основных сухопутных торговых путей в Азию. Большая часть товаров стала поступать через Хазарский каганат и порт Фанагорию, резко увеличив доходы и влияние Хазарского каганата, выразившееся в организации реставрации Юстиниана II на троне, который женился на сестре хазарского хана. А в 711 году Хазарский каганат открыто организовал помощь в приходе к власти Филлипика Вардана

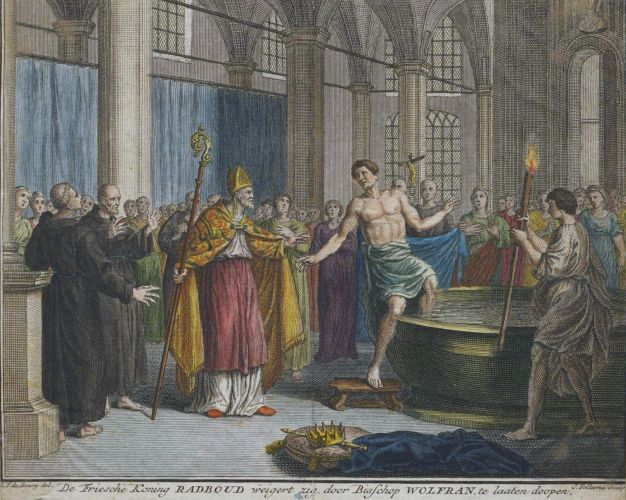
Постоянные конфликты Юстиниана II с римскими папами привели к тому, что в последний момент провизантийский фризский король Радбод, на землях которого проживало много язычников, публично сорвал церковную церемонию, окунув только ногу в купель и объявив об отказе принимать крещение от папского епископа, что стало большим потрясением для современников и внесло свой вклад в последующие нападения викингов на франкские и английские монастыри и церкви

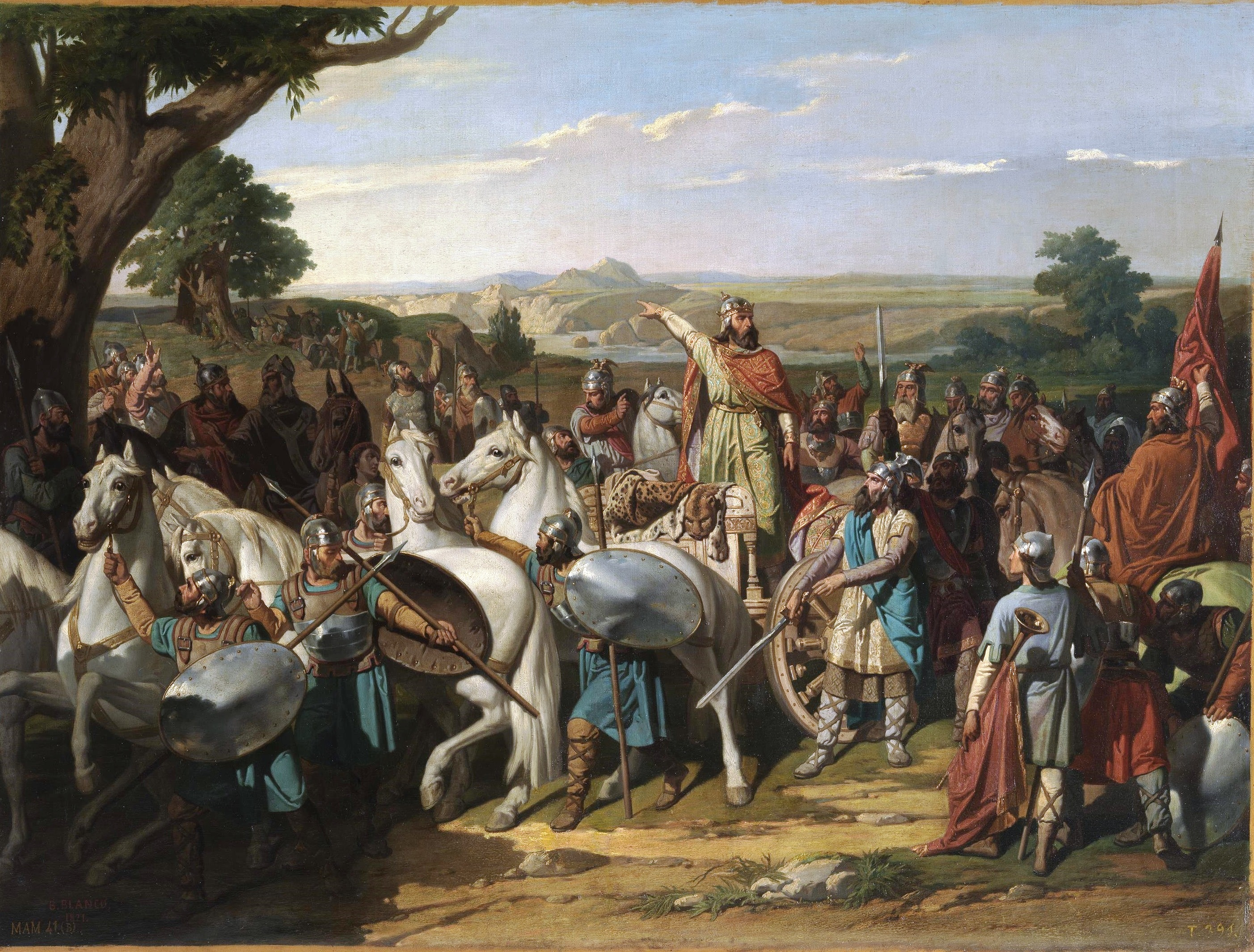
711 год. Испания. Король испанских вестготов Родерих выступает перед своими войсками перед Битвой при Гвадалете, где он погибнет. В 698 году Тиверий III вывел свои войска из Карфагена и уплыл обратно в Константинополь, бросив своих союзников — отряды испанских Вестготов, Франков и Берберов, пытавшихся отстоять город, так как им уже было очевидно, что арабская армия пойдет дальше и захватит их территории. Взяв Карфаген, арабская армия действительно быстро захватила побережье Северной Африки и вторглась в Испанию, разгромив вестготское войско, а затем взяв Cептиманию дошла до границ Италии. Только в 732 году государство Франков, сможет остановить арабскую армию в битве при Пуатье

## Юстиниан II — возвращение к власти на 6 лет, второе свержение и гибель (705—711)
В ссылке к Юстиниану II начали стекаться его сторонники, которых Леонтий и Тиберий лишили должностей. Узнав об этом император Тиберий, решил перевезти Юстиниана в другое место. Узнав об этом, Юстиниан в 702 году бежал из Херсонеса и заручился поддержкой хазарского хана Ибузира Глявана. Каган дал ему в жёны свою сестру, которую при крещении назвали Феодорой, (в честь Феодоры — жены императора Юстиниана I), она стала первой женой византийского императора — иностранкой. В этом браке родился Тиберий, своим рождением усилив международные позиции Хазарского каганата, с которым через 30 лет придется считаться и Льву III, который женит своего сына Константина V на хазарской принцессе Чичак (впервые родственные отношения между царственными домами Византии и предшественником Хазарского каганата — Западно-тюркскогим каганатом — были установлены прапрадедом Юстиниана II — византийским императором Ираклием I, примерно за 70 лет до этого, во время осады Тбилиси, когда дочь Ираклия Евдокия была помолвлена с каганом Тун-Джабгу). Херсонес временно попал под хазарский протекторат.
Затем Юстиниан, обручив свою дочь Анастасию с болгарским ханом Тервелом, с помощью болгарского войска смог вернуть себе власть и продолжал царствовать ещё шесть лет (705—711) крайне деспотично и жестоко, мстя своим политическим противникам. Он назначил хана Тервела цезарем — вторым лицом в государстве, что было первым случаем, когда такого звания удостоился иностранный правитель. Была проведена публичная церемония, где Тервел выступил перед населением Константинополя с длинной речью.
Вернувшись к власти Юстиниан II, стал заниматься личной местью против своих политических противников. Чтобы выиграть время и не отвлекаться на конфликты с арабами, а также затушевать память о монетном скандале 692 года, он отправил группу мастеров и большой груз строительных материалов арабам для реконструкции и расширения Великой мечети в Медине, которая считалась по значимости второй после Заповедной мечети в Мекке, содержащей Каабу.
Вскоре были организованы торжества и скачки на Ипподроме, перед которыми Юстиниан выволок Леонтия и Тиберия в центр ипподрома, а затем привязав их вместе к подмосткам своего трона поставил свои ноги каждому на шею и наблюдал за заездами колесниц более часа. В перерыве между заездами, оба были обезглавлены, а патриарху Каллинику, который их венчал на царство, были выколоты глаза, после чего вместе с нанизанными на копья головами Леонтия и Тиберия и их многочисленных казненных приближенных он был отправлен в Рим для устрашения сторонников папы Римского, где он был замурован в стене византийскими военными и в течение месяца заморен голодом. Через 4 года в 709 году Юстиниан послал карательную экспедицию во главе со стратегом Федором в византийский Пентаполь против своих политических противников и бежавших туда сторонников свернутых императоров Леонтия и Тиберия. Федор пригласил всю равеннскую знать на банкет, где многие были арестованы и ночью вывезены в цепях в Константинополь, где многие были казнены, а архиепископу Равенны Феликсу выкололи глаза и сослали в Понт. Перед отъездом константинопольские солдаты Федора подожгли принадлежащие арестованным несколько зданий в Равенне, из-за чего в городе разгорелся сильный пожар. Экзарх Равенны Иоанн Ризокоп, по приказу Юстиниана II внезапно появился в Риме, где в один день им было задушено четыре папских заместителя, включая папского казначея, чья казна была конфискована. На следующий день в Равенне началось восстание, которое возглавил сын одного из вывезенных в Константинополь аристократов Георгий, который стал собирать ополчение со всего Равеннского экзархата. Возвращавшего обратно в Равенну со своим византийским отрядом Иоана Ризокопа встретило уже многотысячное вооруженное ополчение и он был убит. Восстание закончилось только через несколько месяцев, когда новый император Филиппик прислал отрубленную голову Юстиниана II в Равенну, которую носили нанизав на копье по улицам. К концу правления Юстиниан II начал терять территории, отвоеванные Тиберием на востоке. Другую карательную экспедицию император направил в Херсонес, приказав сравнять ненавистный ему город с землёй. Здесь он столкнулся с восстанием во главе с Варданом Филлипиком (711—713). Хазары помешали византийскому войску разрушить Херсонес и поддержали провозглашение Вардана императором. Юстиниан был взят в плен и казнен, как и его сын и соправитель август Тиберий (706—711). Так Ираклийская династия прекратила свое существование.

## Филиппик Вардан (711—713)

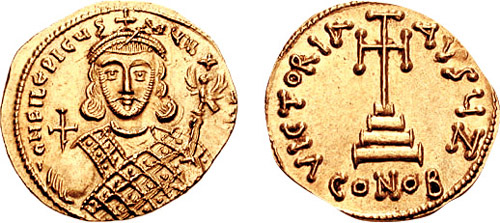
Золотой солид с портретом Филлипика Вардана

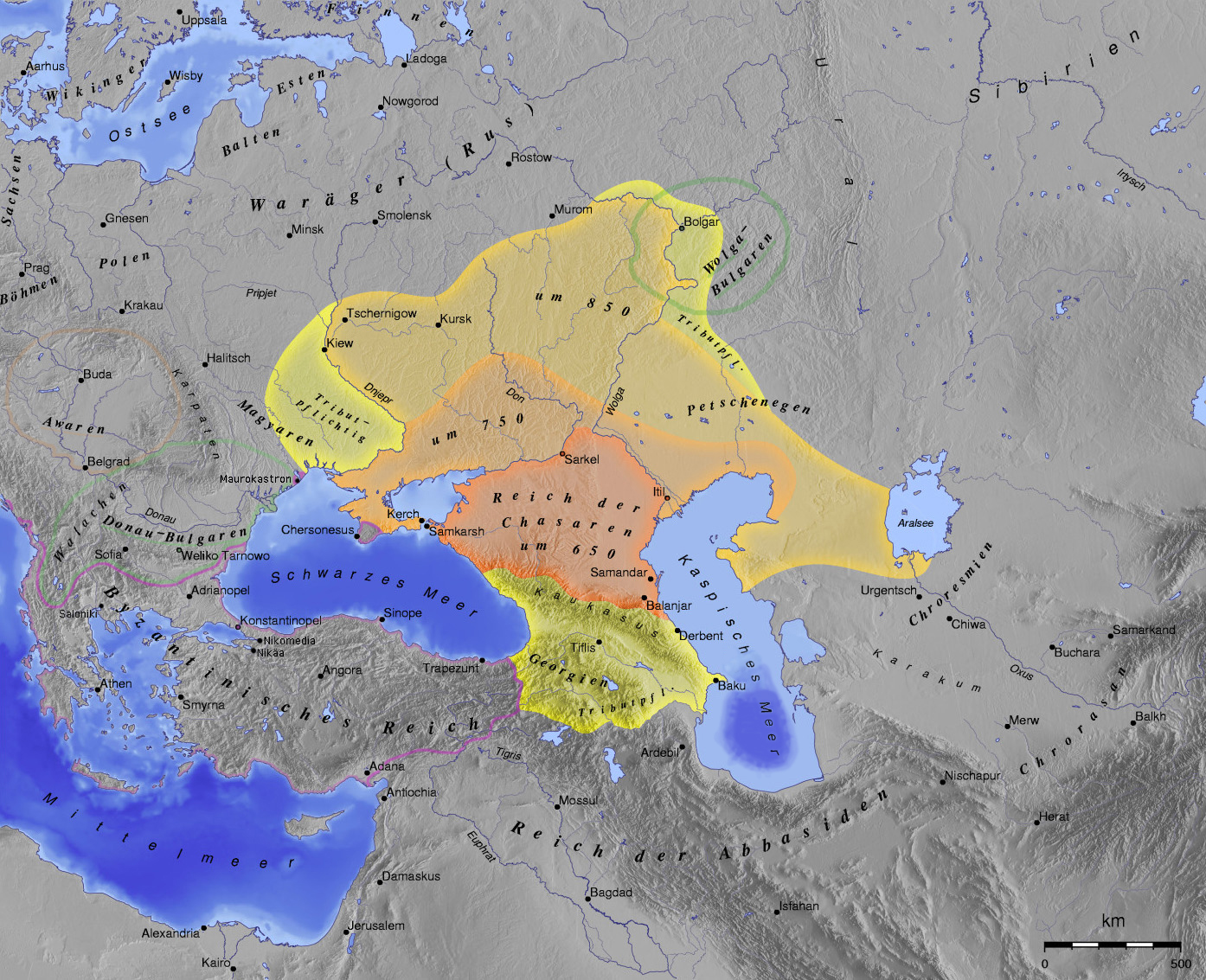
Карта Хазарского каганата

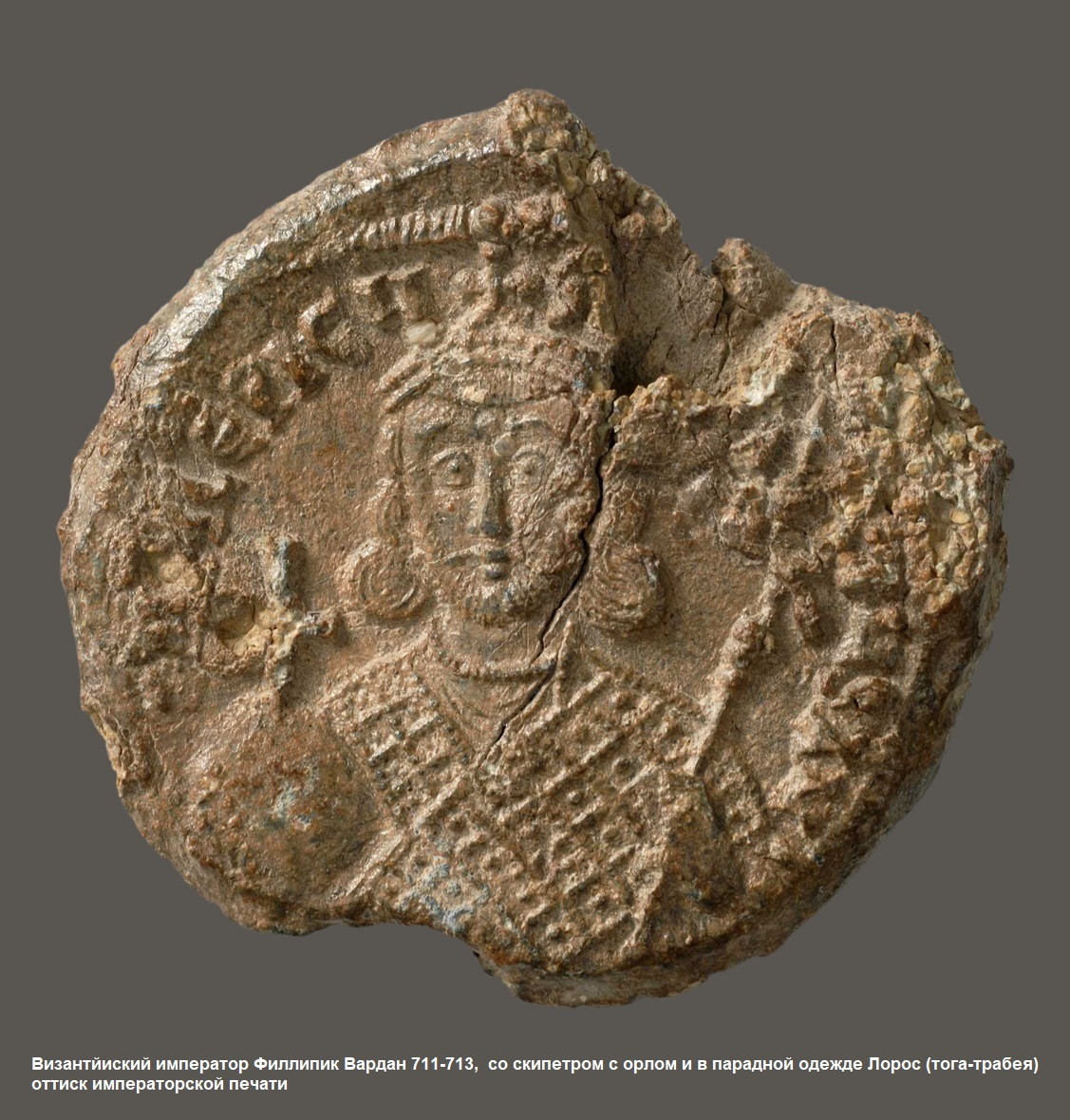
Придя к власти в 711 году Филлипик Вардан сразу же заказал в константинопольских дворцовых мастерских императорскую печать, где его он держит римский скипетр с орлом, чего не было уже 130 лет, со времен императора Тиберия II. Филлипик пришел к власти на фоне бушевавшего восстания в Равенне против террора свергнутого им Юстиниана II. Римский орел на портретах, монетах и печатях, должен был продемонстрировать заботу нового императора об интересах итальянских провинций Византии и курс на общеримскую объединительную политику

Филиппик Вардан начал карьеру при Тиберии III, однако вернувшийся к власти Юстиниан II отстранил его от власти и сослал в Херсонес. Там Филлипик бежал к хазарам, где заключил сделку с каганом Гляваном, после чего объявил себя императором и смог захватить Константинополь. Восстание Филиппика распространилось не только на политику, но и на религию, отменив решения Шестого Вселенского собора. Как и многие армяне, Филлипик Вардан был сторонником монотелизма, доктрины, созданной для примирения православной церкви с монофизитами, но осужденной в качестве еретиков Шестым Вселенским Собором 680 года. Монофелитство стало официальной верой империи, что привело к ухудшению отношений с Папой Римским. В военном отношении болгары достигли стен Константинополя, а отзыв византийских войск для защиты столицы позволил арабам совершить набеги на восток. Это привело к его низвержению. Заговорщики устроили засаду на Филлипика в банях Завксиппа. Бани были платными, но по определённым дням они закрывались и обслуживали только императора и его приближенных, которые могли проходить по крытой галерее прямо из императорского дворца. Филлипик регулярно ходил туда плавать в большой бассейн с подогревом. После плавания и банных процедур Филлипик заснул. В этот момент его небольшая охрана была разоружена, а Филлипик был схвачен. Через несколько дней его вывели центр ипподрома перед скачками, избили и выкололи глаза, а затем отправили в отдаленный монастырь в Далмации, где он вскоре умер от заражения крови. В ходе военного восстания к власти пришел Анастасий II (713—715).

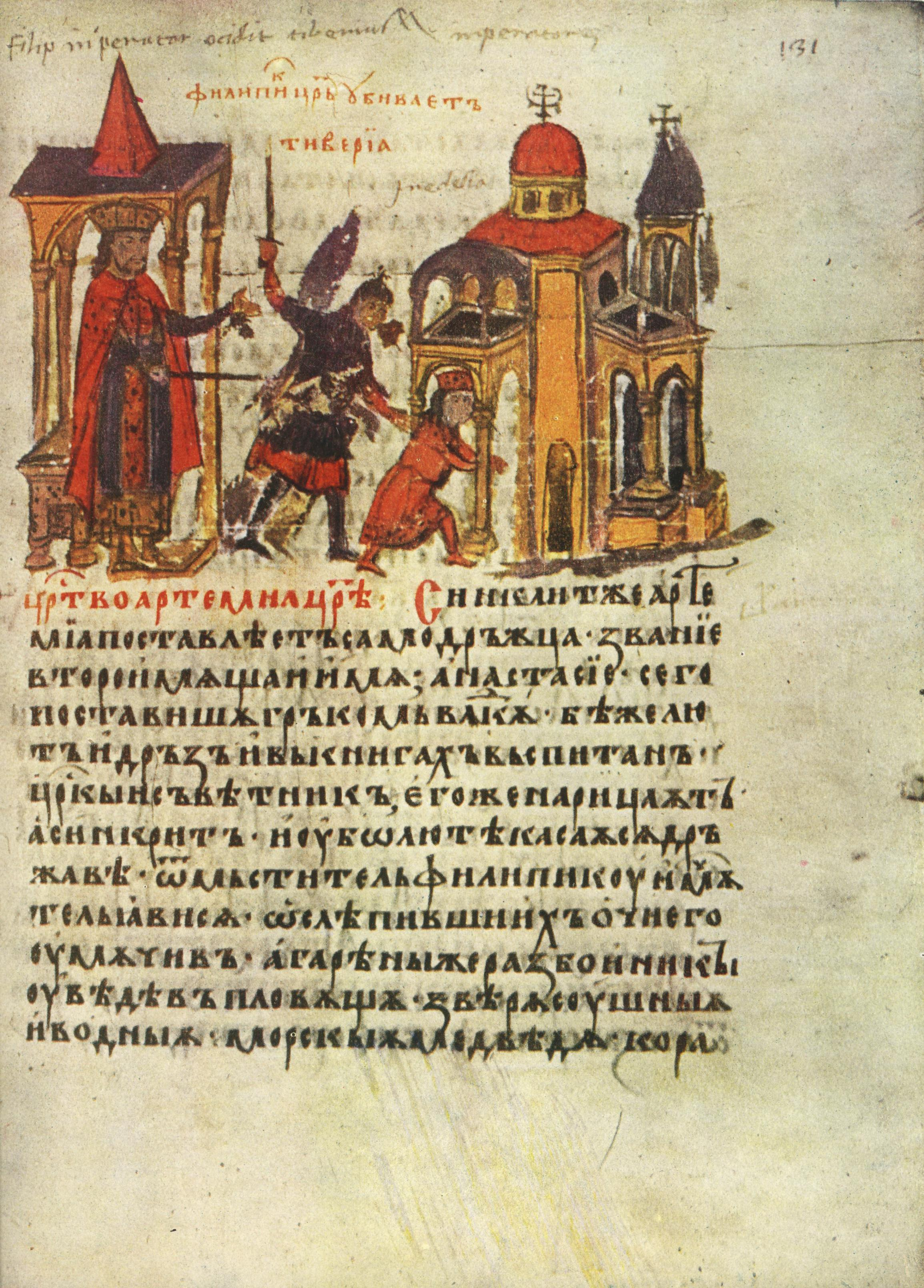
Декабрь 711 года. Филлипик приказывает убить Тиберия — шестилетнего сына Юстиниана II, бабка которого Анастасия, спрятала его во Влахернской церкви. Убийцы, во главе с командиром отряда сирмийских болгар архонтом Морисом, вытаскивают его из алтаря и убивают около церкви, уничтожая последнего представителя Ираклийской Династии

## Анастасий II (713—715)

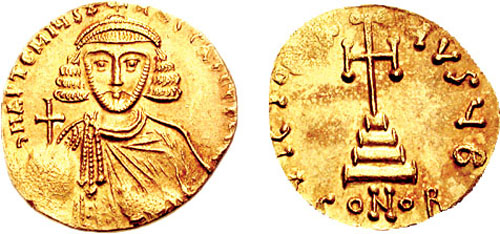
Портрет Анастасия II на золотом солиде

Анастасий II полностью изменил религиозную политику своего предшественника и отреагировал на нападения арабов морем и сушей, достигнув Галатии в 714 году. Однако сама армия, которая посадила его на трон (армия фемы Опсикион), восстала против него, провозгласила нового императора Феодосия III и осаждала Константинополь в течение шести месяцев, в конечном итоге вынудив Анастасия бежать.

## Феодосий III (715—717)

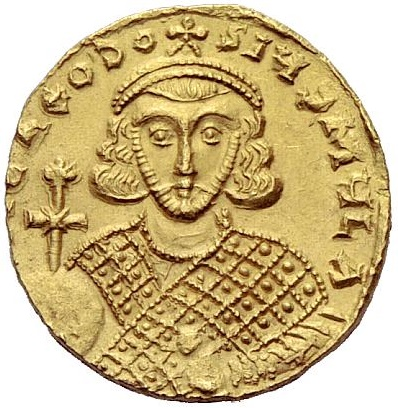
Феодосий III на золотом солиде

Войска объявили Феодосия III (715—717) новым императором. После шестимесячной осады Константинополя, благодаря измене, его войско проникло в город. По одной из версий Феодосий был сыном бывшего императора Тиберия III.
Феодосий подписал с Болгарией обширный договор. Болгарские купцы получили официальный доступ к крупнейшему рынку Европы в Константинополе, куда они могли приплывать на кораблях, а также въезжать через старую римскую дорогу Via Pontica вдоль побережья Чёрного моря. Обе страны согласились обменивать беженцев, обвиняемых в заговоре против законного правителя. Этот пункт был отдельно выдвинут Феодосием III, потому что его власть не была стабильной, а болгары в прошлом помогали мятежникам взять императорскую корону. Болгария получила территории бывшей провинции Quaestura exercitus, которая была создана Юстинианом I, как отдельный транспортный коридор между побережьями Чёрного и Адриатического морей, в обход Константинополя и основывался на дорогах, постоялых дворах, станциях смены лошадей, складских комплексах и городах бывшей римской провинции Мезия, соединив провинции Нижнего Дуная с более богатыми провинциями внутри империи. Юстинианом I было построено несколько крепостей, которые взимали пошлины с этого торгового пути, с главной крепостью Доростол, имевшей важное военное значение со времен Римской империи, когда император Траян, определил его в 114 году для постоянного нахождения XI Клавдиевого легиона, который контролировал устье Дуная и Крым. Речной маршрут шел по рекам Дунай, Драва и Сава и через систему волоков приводил на побережье Адриатического моря в фему Венеция. Также Византия обязывалась выплачивать Болгарии ежегодную дань.
Феодосий вскоре, в 717 году, столкнулся с восстанием двух других фем — Анатолик и Армениакон и ушел в отставку после того как Константинополь был занят армией во главе со Львом III (717—741), который стал императором и основал Исаврийскую династию.

## Лев III Исавр — император и основатель новой династии

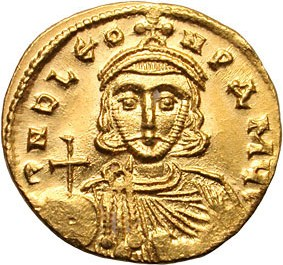
Портрет Льва III Исавра на золотом солиде выпуска 727 года

Лев Исавр начал карьеру при Юстиниане II. Император Анастасий II в 713 году назначил его стратигом фемы Анатолик. После свержения Анастасия он отказался подчиняться новому императору Феодосию III и вступил в переговоры с арабами, собиравшимися идти на штурм Константинополя, договорившись о том, что он выступит против Феодосия III и взяв власть, подпишет договор о границах, устраивающий обе стороны, а арабская армия остановит продвижение вглубь византийских территорий. Лев Исавр был выходцем из Цезарии Германикии, которая была взята арабскими войсками в 638 году, однако по договору о сдаче арабы забрали только имущество и жители не пострадали, а по мирному договору с Византией, город был вскоре возвращен обратно и стал перекрестком византийско-арабских торговых путей. Благодаря этому Лев Исавр свободно говорил не только по гречески, но и по арабски, из-за чего политические противники впоследствии стали называть его «Сарацин». К сделке с арабами примкнул Артавазд — стратиг соседней фемы Армениак, как и Лев Исавр, назначенный в 713 году императором Анастасием II. В Никомедии Льву Исавру удалось захватить сына Феодосия III Тиберия вместе с группой приближенных Феодосия. Прибыв в находящийся напротив Константинополя городок Хризополис, он вступил в переговоры с Феодосием III, который согласился отречься от престола и стать монахом со своим сыном. Лев Исавр торжественно въехал в столицу 25 марта 717 года.

## Лев III Исавр и последствия Двадцатилетней анархии

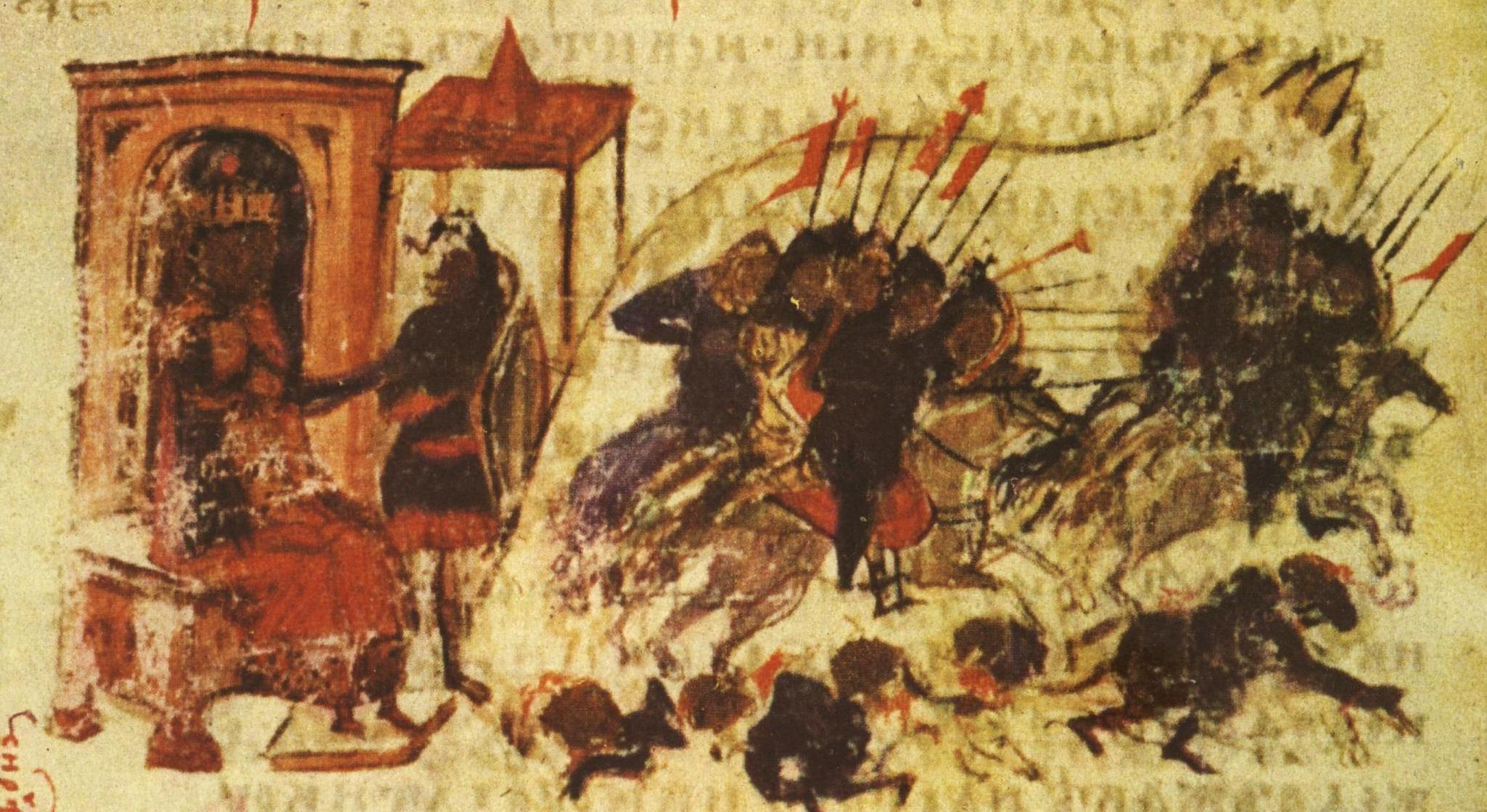
Лев Исавр приказывает византийской кавалерии атаковать арабскую конницу под стенами Константинополя

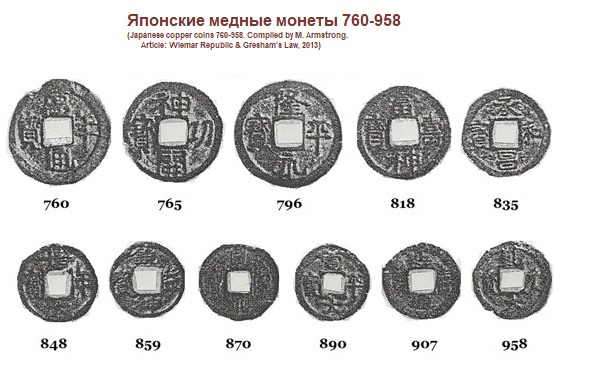
Снижение веса японских монет в соответствии с законом Грешема. Неудачная осада Константинополя 717—718 годов окончательно подорвала ресурсы Омейядского халифата и привела к тяжелейшему экономическому кризису, запустившему Абассидскую революцию. Битва на реке Большой Заб в 750 году, Таласская битва 751 года, начавшийся в 755 году мятеж Аль-Лушаня и основание халифом Аль-Мансуром новой столицы Багдада в 762 году, радикально изменившее систему международных торговых путей, привели к резкому снижению грузопотока по Шелковому пути и экономическому кризису в Китае, что вызвало снижение веса монет Японии, которая была главным конечным морским пунктом на Шелковом пути

Воцарившись в Константинополе, Лев III Исавр отказался выполнять соглашение с арабами и решил дать им сражение у стен столицы. Арабы на целый год осадили Константинополь, однако из-за истощения припасов были вынуждены снять осаду и отступить.
Во время осады Константинополя в 717 году лангобарды во главе с герцогом Беневенто Ромуальдом II захватили Кумы, прервав сухопутное сообщение Рима с Неаполем. Папа Григорий обратился к назначаемому Византией герцогу Неаполя Иоанну I. Оказалось, что Византия полностью прекратила финансирование находящегося в прямом подчинении Константинополя герцогства. Тогда папа Григорий быстро собрал все имеющиеся у него деньги в размере 70 фунтов золота, на которые герцог Иоанн смог привлечь готских солдат и купить недостающее оружие, чтобы разгромить лангобардов в Сражении при Кумах, что привело к увеличению значения папской власти в Италии.
К концу осады Константинополя в 717 году восстал флот фемы Сицилия. Восставшими был провозглашён императором Василий Ономагулос, а Сиракузы были объявлены столицей Византийской империи, чего 49 лет назад добивался убитый за это император ираклийской династии Констант II. Лев III послал на подавление восстания своего управляющего казной Павла, который жестоко подавил восстание, послав Льву III головы восставших. Павел после этого был назначен на должность главы Равеннского экзархата. В 719 году экс-император Анастасий II, бежал из монастыря к болгарам, чтобы двинуться с болгарским войском к Константинополю. Город не принял Анастасия, а болгары выдали его Льву, который его казнил.
В 726 году против Льва Третьего восстал военный руководитель соседней с Венецией фемы Эллада — Агаллианос Контоскелес. К нему присоединился руководитель флота Кикладских островов Степан. Они провозгласили нового императора Косьму и начали поход на Константинополь, где были разбиты превосходящими силами Льва Третьего.
В 726 году произошло восстание в Венеции против Византии. Поводом к массовым волнениям послужили иконоборческие указы императора Льва III. Через несколько дней были выдвинуты политические требования о широкой автономии в составе Византийской империи и праве самим назначать правителя области — Дожа. Желая сохранить идущие в казну доходы от второго по значимости порта Империи и не имея ресурсов справиться с хорошо укреплённым и вооружённым регионом, Льву III пришлось согласиться со всеми выдвинутыми требованиями. Венеция сразу же начнет масштабную торговлю с Арабским Халифатом через византийско-арабский кондоминиум на Кипре и через египетский порт Александрия, куда по Красному морю, а затем караванами прибывали товары из Индии. Став безопасным убежищем для многих представителей константинопольской элиты во время двух арабских осад и Двадцатилетней анархии, Венеция превратится в политический, финансовый, военный и религиозный центр между Римом и Константинополем, который благодаря бегству чиновников связанных с Ираклийской династией сумеет сохранить эксклюзивные торговые договора, которые к 1082 году разовьются в Золотую Буллу — эксклюзивный договор, по которому приписанные к Венеции корабли, освобождались от пошлин во всех портах Византийской империи и брали на себя функции военно-морских сил, официально получив контроль над всеми морскими торговыми путями Византии.
В 774 году Франкское государство по призыву папы Римского вторгнется в Италию и уничтожит государство Лангобардов. В 800 году король франков Карл Великий будет коронован папой римским как император восстановленной Западной Римской Империи, а его сын Людовик возьмет в 810 году в осаду Венецию — главный коммерческий порт и источник доходов Византии в Западной Европе. Одновременно в 811 году армия Болгарского государства нанесет поражение Византии, в ходе которого будет убит византийский император Никифор I, после чего Византия, которая до этого считалась единственным наследником Римской Империи, согласится признать Западную Римскую Империю, а короля Людовика её императором.
Проигравшие битву при Бровалле датчане, найдут поддержку у франков, новых руководителей Фризии. Харальд Клак — племянник убитого в битве короля Харальда Боезуба, получит поддержку от короля франков Людовика и примет крещение от католического епископа, причем крестным отцом станет сам Людовик.
Однако поддерживаемые Византией шведы предпримут военную операцию по свержению Харальда Клака и дехристианизации Дании, церкви будут разрушены, а Харальд Клак вместе со всей династией, включая его племянника и официального преемника Рерика, вынуждены будут отступить под защиту франкских войск и получат право управлять оккупированный франками фризский город Дорестад. После смерти Людовика между его сыновьями разгорится гражданская война, инспирированная Византией. Харальд Клак погибнет, а его преемник Рерик унаследует у убитого в профранкской Англии своего дальнего родственника Рагнара часть его земель в Гардарике и Восточной Биармии. Это произошло из-за того, что сын Рагнара Хвитсерк вступил в конфликт с Даксо сыном убитого ранее Рагнаром Дияна, который был женат на княжне из союзного болгарам княжества Геллеспонт, обеспечивающее доставку их товаров в устье Западной Двины. Хвисерк был взят в плен и сожжен на костре. Назначение в Гардарику более нейтрального датчанина Рерика, сохранявшего автономию у франков, должно было успокоить воюющих с франками шведов, а факт что Рерик был христианином, должен был быть положительно воспринят болгарами, которые приняли крещение в 864 году. Желание франков вкладываться в инфраструктуру торгового пути, должно было успокоить Византию, которая не хотела чрезмерного усиления Болгарии. Для Хазарского каганата — мощное, но находящееся дальше чем шведы франкское государство, было привлекательно наращиванием торгового оборота и большей безопасностью из-за более далеких и более крупных династических интересов франков, нацеленных не на волжский и днепрский регион, а прежде всего на императорский дом Византии.
Одновременно Рерик продолжит начатый Харальдом Клаком и франками большой проект строительства валов и цепочки земляных замков системы Мот-Белли, вдоль морских и речных побережий на торговом пути от Старой Ладоги, где оканчивался Волжский торговый путь, и до крупнейшего транспортного узла на Балтийском море — Дорестада. Это было необходимо для поддержания и защиты растущего грузопотока от шведов и остатков разгромленных франками Аварского и Лангобардского государств. Постоянные конфликты со шведами и аварами вынудят их для удержания Старой Ладоги начать строительство дополнительных укрепленных замков в местах локальных речных транспортных узлов, чтобы не зависеть от одной крепости. Один из них — Хольмград (Новгород) — расположенный дальше и южнее от шведов — впоследствии станет столицей Новгородского государства.
Взятие арабами Септимании отрезало Франкское государство от портов Западного Средиземноморья, а плохие отношения с ещё пока про-византийской Венецией, которая закрывала им выход в Адриатическое море, вынудят их пробиваться через север балканского полуострова к черноморским транспортным узлам Шелкового пути в обход Константинополя, что станет причиной гибели Аварского государства.
Начиная с первого столкновения арабов с отрядом франкской армии в Карфагене в 698 году и снова столкнувшись с франками в Битве при Пуатье в 732 году, арабы убедились, что сохранившее оставшуюся от Римской империи военную промышленность, и имеющее большие людские ресурсы государство франков не оставит попытки в будущем продвинуться обратно в Африку.
Чтобы обезопасить себя от завоевания франками торговых путей на побережье Северной Африки, Омейядский халифат перенесет торговую активность в глубину Африканского материка, приняв активное участие в создании империи Ганы, ставшей крупнейшим центром верблюжьей караванной торговли, реорганизовав старые египетские и римские торговые пути в круглогодичную регулярную торговую сеть, идущую от Марокко до реки Нигер.
Потеря Тиберием III Карфагена и захват арабами Пиренейского полуострова нанесет удар по торговле в Балтийском море. Впав в тяжелый экономический кризис и отрезанное от средиземноморских портов арабами, перенаселенное государство франков активизирует борьбу за балтийские торговые пути. В 734 году франки под руководством сына Пипина II Карла Мартела окончательно разгромят находящееся в устье Рейна фризское государство в Сражении на Борне и захватят фризский флот, доминировавший на всем Балтийском море.
Захватив Фризские грузовые корабли франки получат доступ к большим объёмам высококачественной тигельной стали, импортируемой из Средней Азии, где начала укрепляться металлургическая промышленность. Получив передышку из-за смерти Юстиниана II арабское войско под руководством губернатора Хорасана Кутейбы в 712 году вторглось в Согдиану и княжество Фергана, где находилось производство стальных слитков по технологии доэвтектического сплавления при которой точки плавления и затвердевания двух разных сталей налагались друг на друга, образуя перпендикулярное сплетение молекулярных решеток, что значительно увеличивало прочность оружия и доспехов и давало эффект гибкости. Находящиеся в постоянных войнах арабы существенно увеличат объёмы этого производства и экспорта. Из этой стали франки начнут массовое производство Каролинских мечей, конструкция, которых была более долговечной и гораздо более маневренной, позволяя наносить более частые, точные и мелкие удары, эффективно ломая доспехи противника. Новое франкское оружие и доспехи были намного дешевле оружия других стран и были предназначены для боя в пешем строю. Это стало решающим военным преимуществом в крупных военных операциях викингов и норманнов, включая Нормандское завоевание Англии, произошедшее с территории союзного Византии герцогства Нормандии в 1066 году, а изготовленные из нового сплава легкие и надежные лопаты, ускорили в несколько раз возведение земляных укреплений по системе Мот-Бейли, которыми будет покрыта вся Британия, позволив небольшой армии удержать захваченный остров.
Западная часть Скандинавии, включающая территории современной Дании и Норвегии начнет терпеть экономические убытки из-за сокращения грузопотока со Средиземного моря, что впоследствии вынудит её власти начать освоение Северной Америки. Напротив, восточная часть, включающая территории современной Швеции, Финляндии и России, которая осталась подключена к северному речному ответвлению Шелкового пути, получит экономический подъём, который потребует большей независимости от Фризского государства, теряющего территории под ударами франков.
Когда падение Фризии станет очевидным, шведами и фризскими беженцами в 730 году будет будет основан город-крепость Альдейгьюборги (Старая Ладога), которая станет конечным пунктом речной части ответвления Шелкового пути, идущего от Хазарского каганата. Между шведами, сохранявшими отношения с захваченной франкским государством Фризией, и их родственниками проживавшими вдоль рек торгового пути в Чёрное и Каспийское море произойдет гражданская война, закончившаяся Битвой при Бровалле, в которой заключившего соглашение с франками конунга Ивара победит его родственник провизантийский конунг Гардарики Сигурд Кольцо. Его сын Рагнар осуществит превентивное нападение с эскадрой из 120 кораблей с 5000 воинов на территорию современной Франции и захватит Париж в 845 году, получив от франкского короля Карла Лысого выкуп в 7000 фунтов серебра, а в 865 году разгромит профранкское королевство Нортумбрию в Британии.
Военно-политическая борьба за торговые пути между франками, скандинавами и византийцами продолжится, приняв в итоге форму династического соперничества за влияние на Новгородское русское государство, а в дальнейшем и на его преемника — Киевскую Русь, заметными событиями которого стали: брак князя Владимира с Анной — сестрой византийского императора Василия II в 988 году, брак Ярослава Мудрого с Ингегердой шведской в 1017 году, брак их дочери Анны с французским королем Генрихом I в 1051 году.
После ирано-аварской осады Константинополя в 626 году, Ираклий I на месте города Мелидисса, в Венецианской лагуне, заложил город Эраклею — столицу будущей Венеции и назвал её своим именем, как когда-то был назван Константинополь по имени императора Константина. Ираклий предвидел, что столицу империи придется переносить. Близость Константинополя к Ирану, закончилась кровавым переворотом, когда византийский император Маврикий был убит вместе с семьей, после того выдал свою дочь Марию за шаха Ирана Хосрова. Это убийство явилось поводом для вторжения иранских войск в Византию и начала Византийско-Иранской войны. Констант II — внук Ираклия I — попытался перенести столицу западнее на Сицилию, но был за это убит. Венеция, находившаяся западнее в 726 году подняла восстание против Византии после арабской осады Константинополя и сразу же начала наращивать военно-морские силы и отстраивать береговые укрепления. Атаковавшая её в 810 году лучшая в то время франкская армия понесла большие потери и в течение полугодовой осады так и не смогла взять город. После этого франки и византийцы начали династическое соперничество за Венецию, выразившееся в женитьбе дожа Обелерио на Каролле — незаконнорожденной дочери Карла Великого и женитьба сына дожа Орсеоло Джованни на племяннице византийского императора Василия II Марие Аргиропулине в 1004 году; женитьба дожа Сельвона дочери византийского императора Константина Х Феодоре в 1075 году; женитьба короля франков Оттона II на Феофано — племяннице императора Иоанна Цимисхия в 972 году; женитьба сына Фридриха Барбароссы Филиппа на дочери императора Исаака II Ирине в 1195 году, брат которой Алексей IV Ангел официально обратится к Венеции и франко-германской армии крестоносцев с просьбой о помощи в восстановлении на троне Исаака II после его свержения узурпатором. В 1204 году Константинополь будет взят штурмом венецианцами и крестоносцами, после чего в течение 57 лет Византия перестанет существовать как единое государство. Венеция заключит сделку с монголами, чтобы получить контроль над торговыми путями провизантийских государств и Абассидского халифата. Все конечные логистические цепочки мировых торговых путей окажутся замкнутыми на Венецию.

## Видеоматериалы
Видеоролик посвященный арабской осаде Константинополя в 717 году минуты, демонстрирует инфографику частой смены византийских императоров во время Двадцатилетней анархии.
 Видеоролик с панорамой Константинополя.
 Видеоролик с реконструкцией скачек на Ипподроме Константинополя, где в период Двадцатилетней Анархией, четыре императора и десятки их приближенных подверглись публичному наказанию между забегами.
 Видеоролик с солидом Юстиниана II, который был выпущен сразу же после неудачных переговоров с арабами в 692 году, и на котором впервые был отчеканен портрет Христа. На реверсе: Юстиниан II, коронованный, бородатый и одетый в лорос, держит патриарший крест в правой руке и акакию в левой. Надпись: D IUSTINIANUS SERV ChRISTI (Юстиниан — слуга Христа). CONOB. На аверсе: драпированный бюст Христа с апсиды Большого императорского дворца, с длинными волосами и полной бородой, одетый в паллий и коллобий, который поднимает правую руку в благословении и держит книгу Евангелий; за головой, крест. Надпись: IhS CRISTOS REX—RESNANTIUM (Иисус — наш царь). Лорос до этого был традиционным консульским костюмом, который не встречался на императорских монетах в течение столетия. Появление лороса на монетах было связано с решением Юстиниана объединить должности консула с должностями императора, что сделало императора главой государства не только де-факто, но и де-юре. Хотя офис консульства будет существовать до императора Льва VI Мудрого, именно Юстиниан фактически положил конец консульству как отдельному политическому образованию. Он был официально назначен консулом в 686 году, и с этого момента Юстиниан II принял титул консула на все юлианские годы своего правления, пронумерованные последовательно.
 Видеоролик с солидом Юстиниана II, отчеканенным в честь возвращения Юстиниана II к власти в 705 году. На реверсе: Юстиниан II в лоросе, держащий крест на трех ступеньках в правой руке и глобус круцигер в левой. Надпись: Dominus Noster Justinianus Multus Annos (Повелитель наш Юстиниан на многие годы. На глобусе круцигере надпись РАХ, является призывом к миру в Империи после хаоса предыдущего десятилетия). На аверсе: Бюст Христа с крестом за головой и короткой бородой с праздничного портрета молодого Христа, считавшимся прижизненным изображением Христа, написанным евангелистом Лукой. Означает новый курс и начало благоприятных перемен для поданных. Молодой Христос одет в паллий (шерстяной плащь) поверх колобия (туника с короткими рукавами) и поднимает правую руку в благословении, сжимая книгу Евангелия в левой руке. Надпись: Dominus Ihesus Christis Rex Regnantum (Господь наш, Иисус Христос, Царь царей).